# Moshé Galanti
 (février 2023).
Moshe Galanti est un kabbaliste, premier Rishon LeZion (grand-rabbin sépharade d'Israël). Il fut le grand-père de Moshe ben Yonatan Galante II, grand-rabbin de Jérusalem au XVIIe siècle.

## Œuvres
- Koheles Yaakov (1578)[2] un commentaire sur l'Ecclésiaste (Qohélet ou Koheles).
- Korban Chagiga[3]
- Mafteach HaZohar[4] (publié à Venise)